# امالفی، انتیوکوا
امالفی، انتیوکوا (به اسپانیایی: Amalfi, Antioquia) یک سکونتگاه مسکونی در کلمبیا است که در بخش انتیوکیا واقع شده‌است.

## خصوصیات
امالفی ۱٬۲۱۰ کیلومترمربع مساحت و ۱۹٬۲۱۵ نفر جمعیت دارد.